# Nana Clips 2
Albums de Nana Mizuki
Live Skipper Countdown
(2004) Live Rainbow at Budokan
(2005)
Nana Clips 2 est la 4e vidéo musicale de la chanteuse et seiyū japonaise Nana Mizuki.

## Présentation
La vidéo sort au format DVD le 7 juillet 2004 sous le label King Records. Le DVD atteint la 21e place du classement de l'Oricon et reste classé pendant trois semaines.
Il contient les clips des singles suivants : New Sensation, Still in the Groove dont la face-B Koishiteru... et Panorama dont la face-B Cherish; ainsi que la chanson What cheer? extraite de l'album DREAM SKiPPER. Il y a également les publicités commerciales de ces trois singles ainsi que celle de l'album DREAM SKiPPER, et des deux DVD Nana Mizuki Live Attraction the DVD et Nana Mizuki Live Skipper Countdown the DVD and More. Ainsi que le making-of des clips New Sensation, still in the groove et Panorama. Enfin, les dernières pistes contiennent des publicités, OZAKI et Iro Melomix. Les deux premiers singles sont extraits de l'album DREAM SKiPPER tandis que Panorama vient de l'album Alive & Kicking.

## Liste des titres
| 1.  | New Sensation (PV)                                                                                                  |  |
| 2.  | Still in the Groove (PV)                                                                                            |  |
| 3.  | Koishiteru... (恋してる．．． (PV))                                                                                 |  |
| 4.  | What Cheer? (PV) |  |
| 5.  | Panorama (パノラマ -Panorama- (PV))                                                                                 |  |
| 6.  | Cherish (PV) |  |
| 7.  | New Sensation (Making-of)                                                                                           |  |
| 8.  | Still in the Groove (Making-of)                                                                                     |  |
| 9.  | Panorama (パノラマ -Panorama- (Making-of))                                                                          |  |
| 10. | Nana Clips 1 (NANA CLIPS 1 (TV-SPOT))                                                                               |  |
| 11. | Nana Mizuki "Live Attraction" the DVD (NANA MIZUKI "LIVE ATTRACTION" THE DVD (TV-SPOT))                             |  |
| 12. | New Sensation (TV-SPOT)                                                                                             |  |
| 13. | Still in the Groove (TV-SPOT)                                                                                       |  |
| 14. | DREAM SKiPPER (TV-SPOT)                                                                                             |  |
| 15. | Nana Mizuki Live Skipper countdown the DVD and more (NANA MIZUKI LIVE SKIPPER COUNTDOWN THE DVD and more (TV-SPOT)) |  |
| 16. | Panorama (パノラマ -Panorama- (TV-SPOT))                                                                            |  |
| 17. | OZAKI '15 (TV-CM)                                                                                                   |  |
| 18. | OZAKI '30 (TV-CM)                                                                                                   |  |
| 19. | Iro Melomix '15 type-A (イロメロミックス TV-CM 15″ type-A (TV-CM))                                                  |  |
| 20. | Iro Melomix '15 type-B (イロメロミックス TV-CM 15″ type-B (TV-CM))                                                  |  |
| 21. | Iro Melomix '30 (イロメロミックス TV-CM 30″ (TV-CM))                                                                |  |